# Lioholus
Lioholus is een geslacht van kevers uit de familie van de loopkevers (Carabidae). De wetenschappelijke naam van het geslacht is voor het eerst geldig gepubliceerd in 1897 door Tschitscherine.

## Soorten
Het geslacht Lioholus omvat de volgende soorten:
- Lioholus jedlickai Lafer, 1989
- Lioholus metallescens Tschitscherine, 1897